# Сен-Жанврен
Сен-Жанврен (фр. Saint-Jeanvrin) — коммуна во Франции, находится в регионе Центр. Департамент — Шер. Входит в состав кантона Шатомейан. Округ коммуны — Сент-Аман-Монтрон.
Код INSEE коммуны — 18217.
Коммуна расположена приблизительно в 260 км к югу от Парижа, в 150 км южнее Орлеана, в 60 км к югу от Буржа.

## Население
Население коммуны на 2008 год составляло 160 человек.
| 1962 | 1968 | 1975 | 1982 | 1990 | 1999 | 2008 |
| ---- | ---- | ---- | ---- | ---- | ---- | ---- |
| 242  | 256  | 210  | 178  | 171  | 150  | 160  |

## Экономика
Основу экономики составляет сельское хозяйство.
В 2007 году среди 93 человек в трудоспособном возрасте (15-64 лет) 63 были экономически активными, 30 — неактивными (показатель активности — 67,7 %, в 1999 году было 56,8 %). Из 63 активных работали 58 человек (32 мужчины и 26 женщин), безработных было 5 (0 мужчин и 5 женщин). Среди 30 неактивных 5 человек были учениками или студентами, 17 — пенсионерами, 8 были неактивными по другим причинам.

## Достопримечательности
- Церковь Сен-Жорж[фр.] (XII век). Исторический памятник с 1911 года[3]
- Руины замка XV века
- Музей старых инструментов Мишеля Ланглуа

## Фотогалерея
- Церковь Сен-Жорж
- Интерьер церкви Сен-Жорж
- Вокзал
- Карта коммуны